# 骑龙岗古墓群
骑龙岗古墓群是位于慈利县零阳镇石板村的一处战国至汉代墓葬群，包括千余座古墓。1987年、2003年两度发掘，出土了陶器、青铜器、漆木器、竹简等等。墓葬多为深葬，超过3米。出土4000多枚竹简。其中36号大墓为覆斗直壁、青灰土填土，出土楚简千余枚。

## 图集

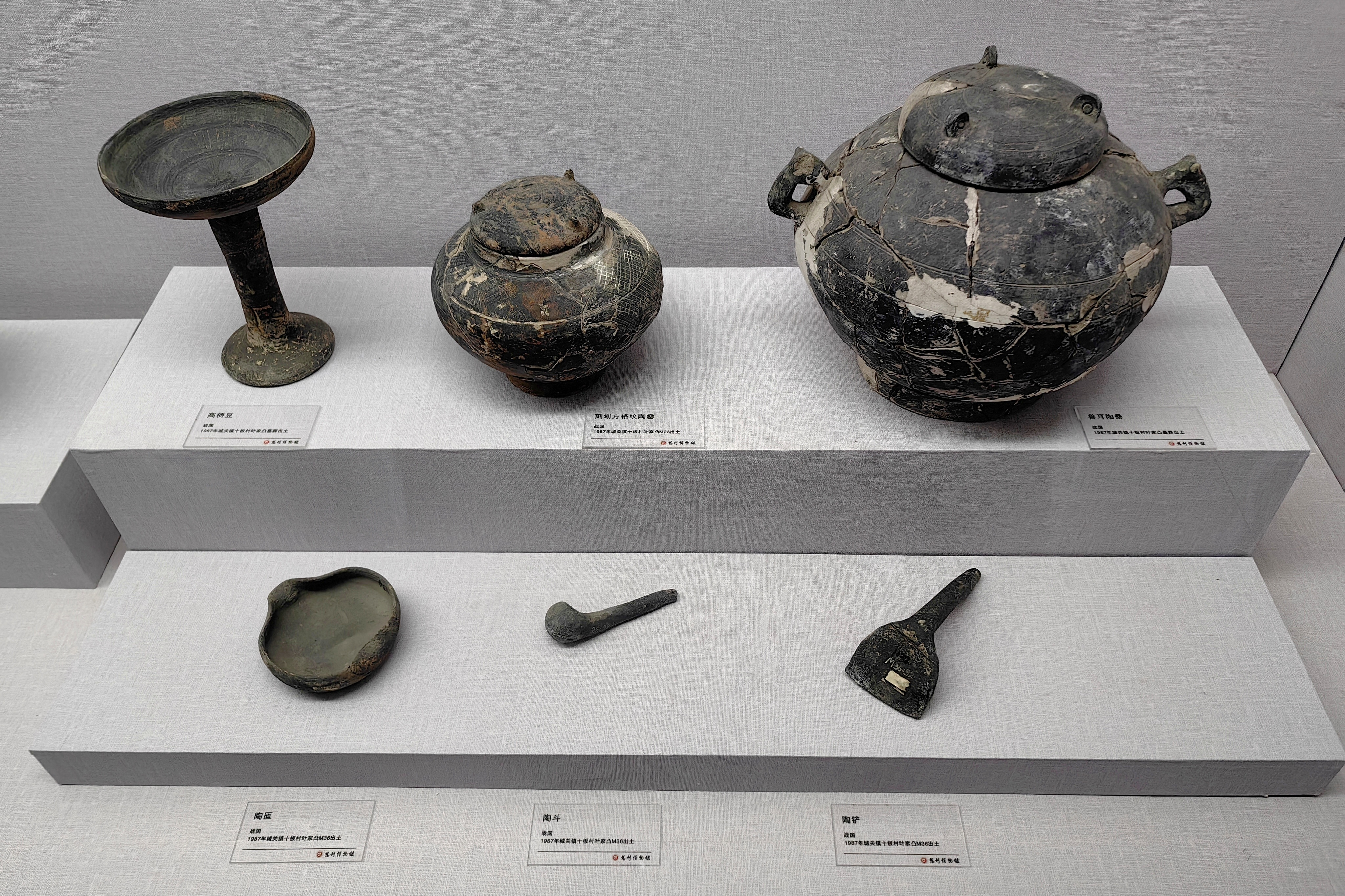
叶家凸出土战国陶器
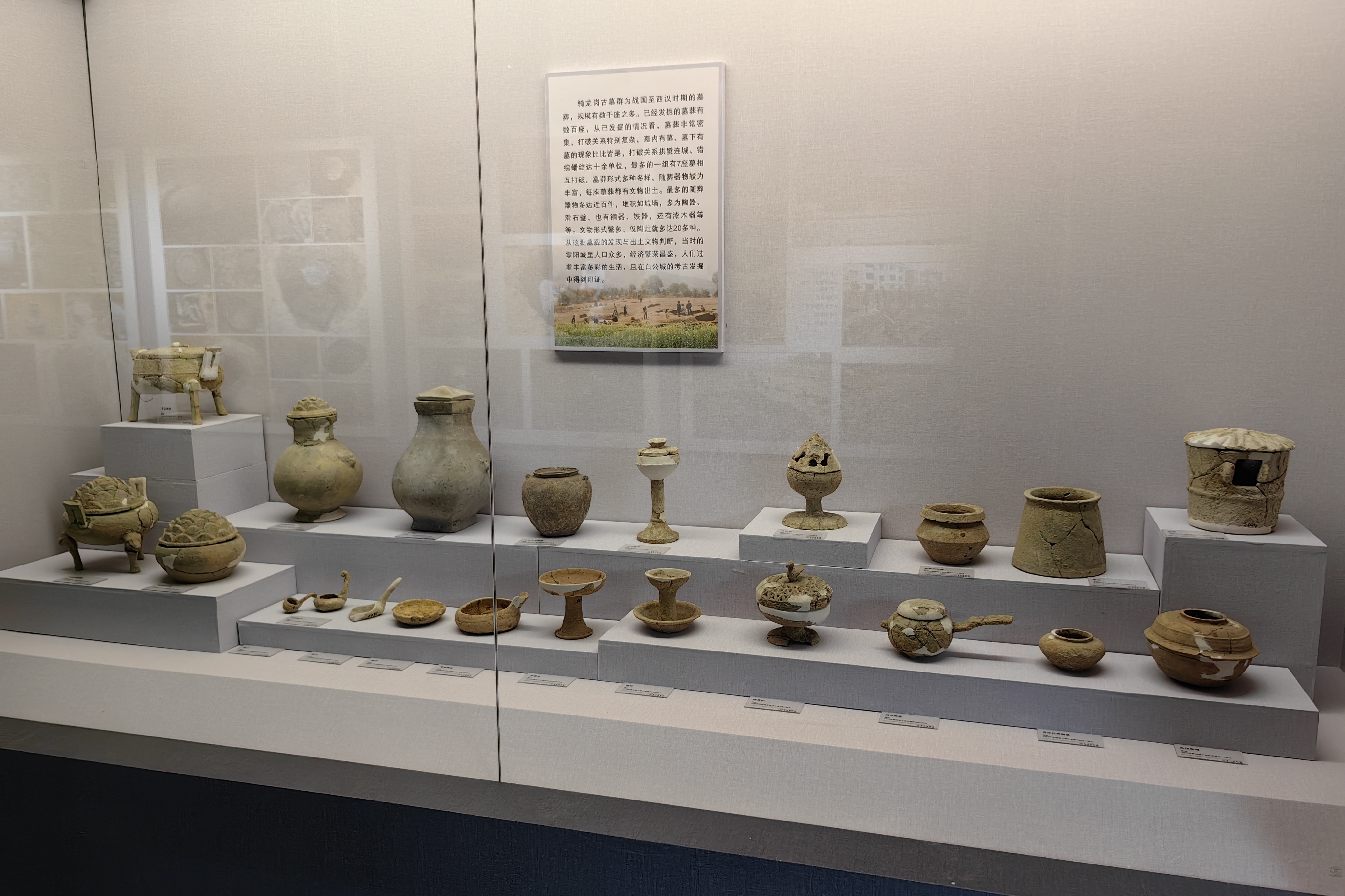
骑龙岗出土西汉陶器
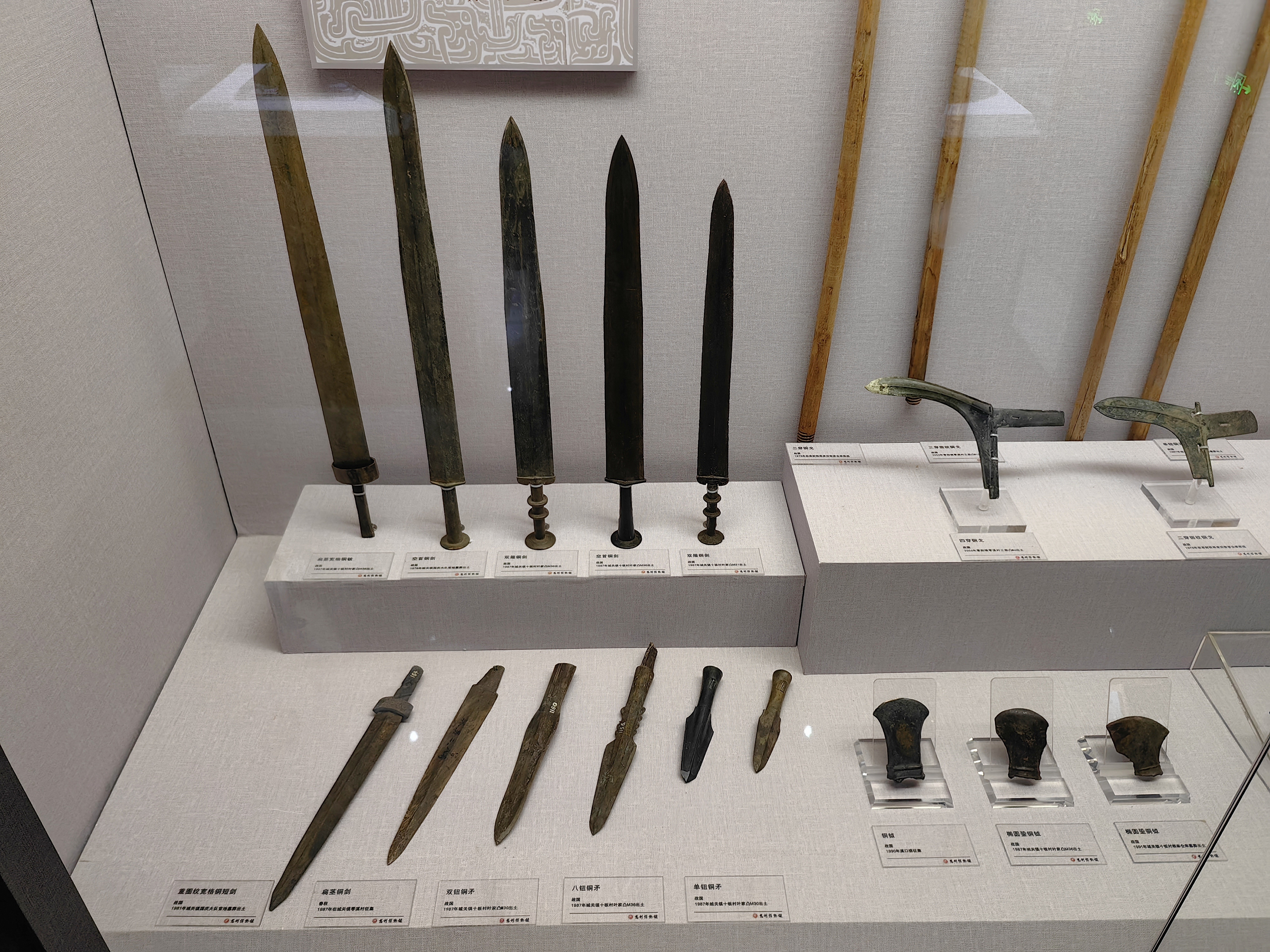
战国铜兵器，多数出土于骑龙岗墓群
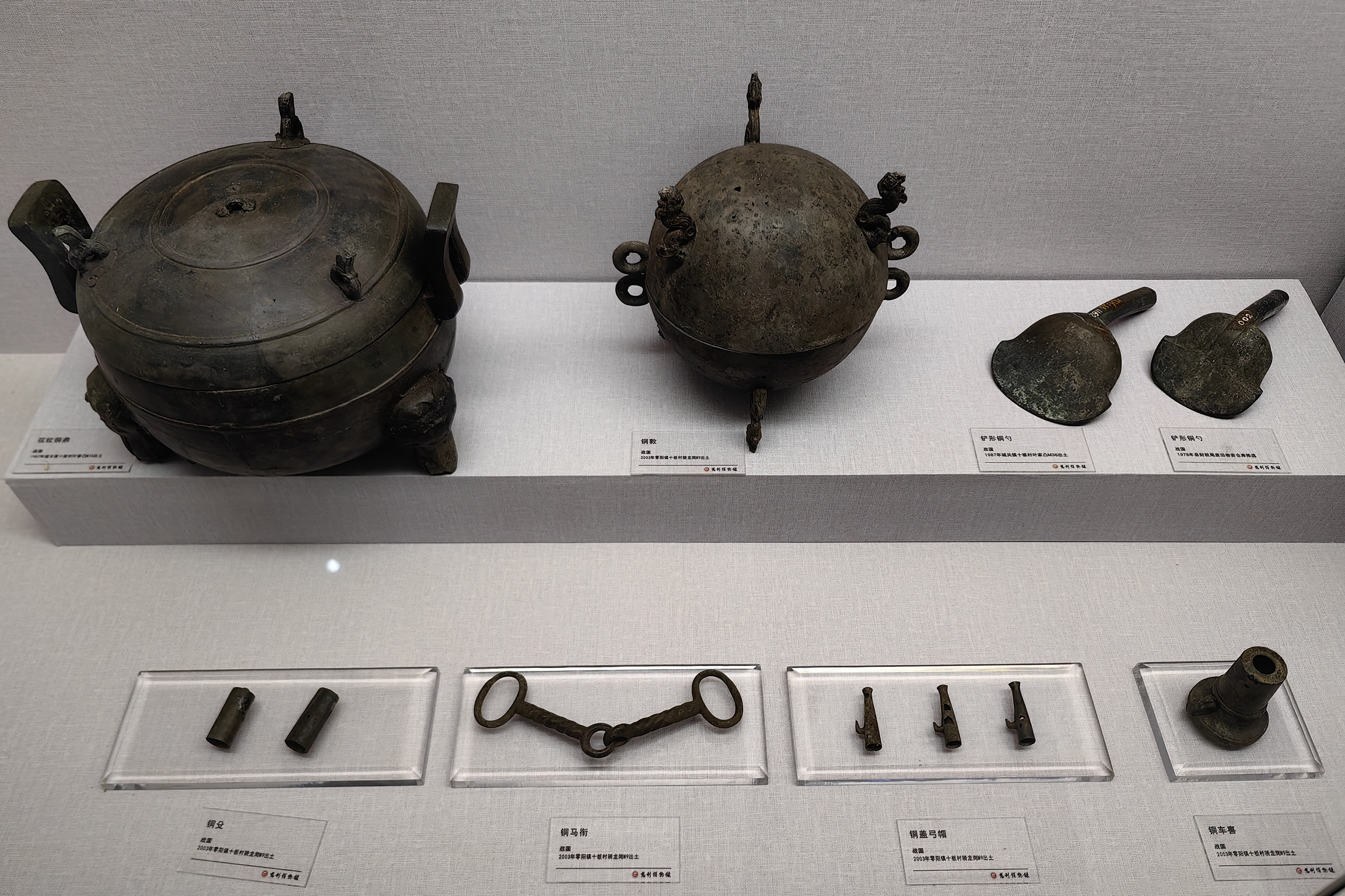
骑龙岗出土战国青铜器
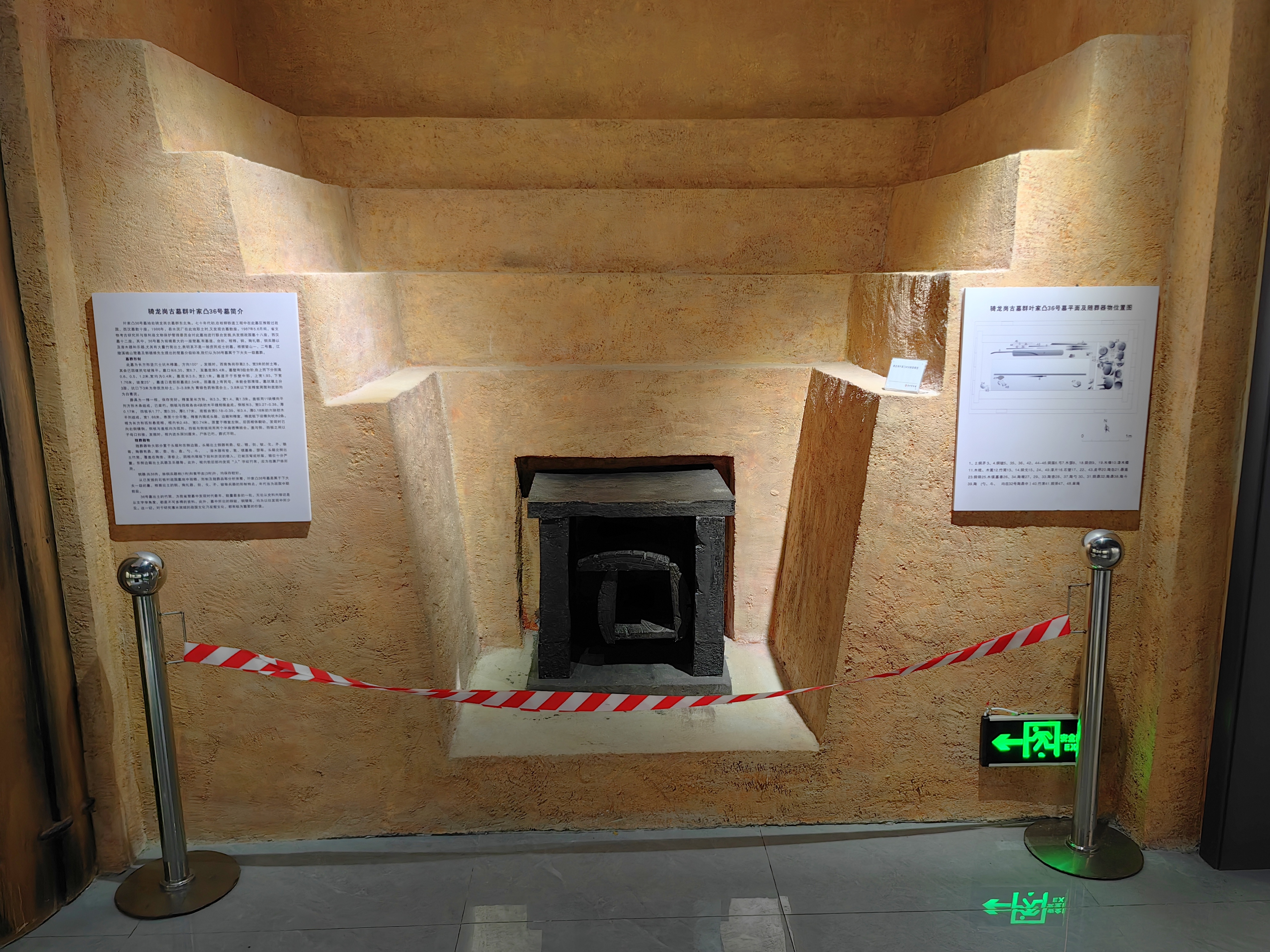
叶家凸36号大墓模型
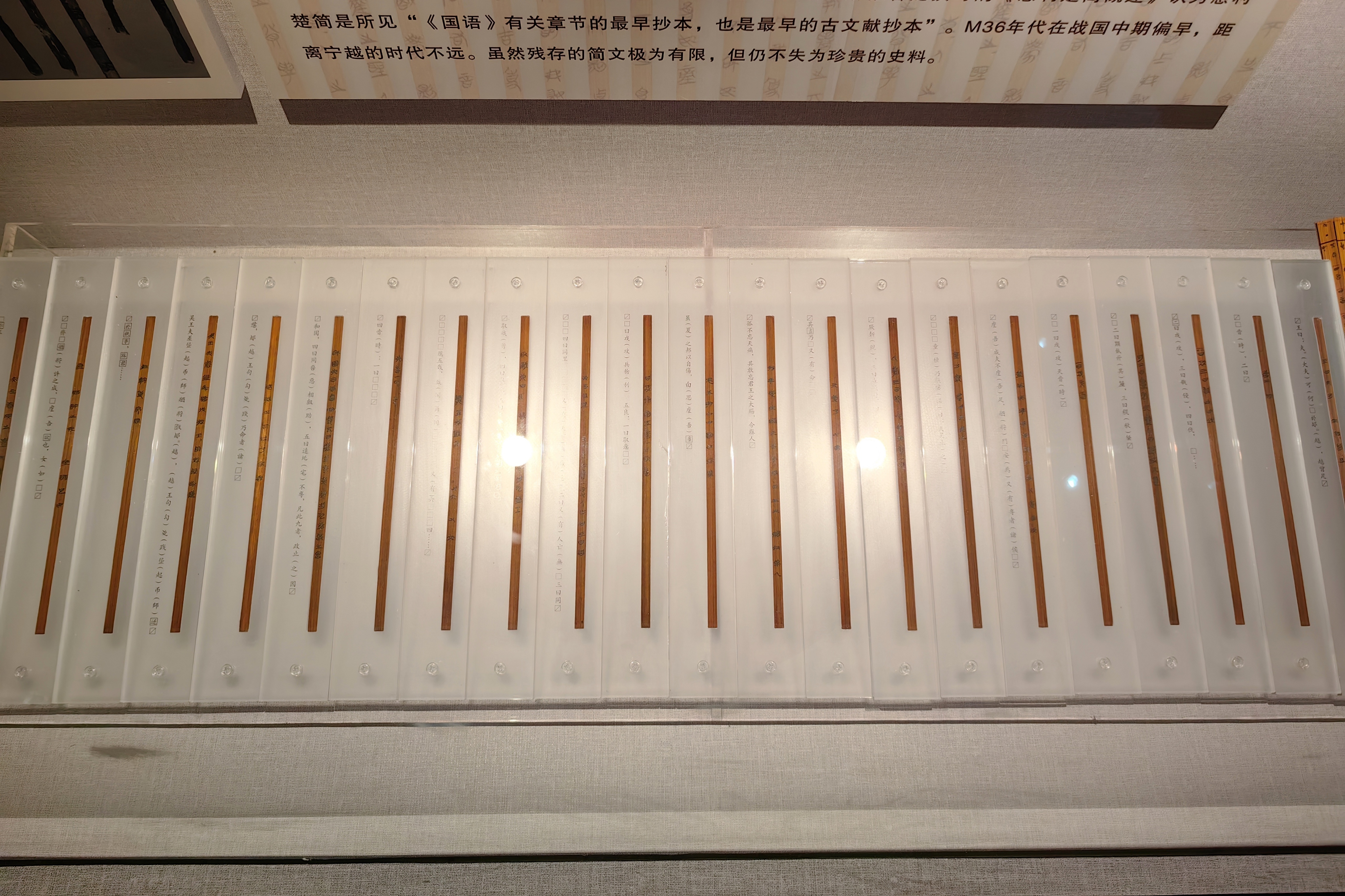
慈利楚简